# Mixcloud
Mixcloud is een online audioplatform voor het streamen van muziek. Met behulp van Mixcloud kunnen radioprogramma's, mixen van dj's en podcasts gedistribueerd en beluisterd worden.
Muziek en podcasts kunnen beluisterd worden via de website van Mixcloud en mobiele apps voor Android en iOS. Mixcloud heeft ook een API die het mogelijk maakt om muziek en podcasts op Mixcloud te doorzoeken of uploaden en beschikbaar te maken op andere websites.

## Geschiedenis
Mixcloud werd in 2008 opgericht volgens de lean startup-methodologie waarmee producten en services iteratief in de markt worden gezet. De oprichters, Nikhil Shah en Nico Perez, ontmoetten elkaar tijdens hun studie aan de Universiteit van Cambridge. Ontwikkelaars Mat Clayton en Sam Cooke werden snel aan het team toegevoegd. Mixcloud had in 2012 3 miljoen actieve gebruikers en meer dan 500.000 geregistreerde gebruikers van de Facebookapplicatie. In oktober 2017 werd een licentieovereenkomst gesloten met Warner Music.